# Epilepsia fotosensible
La epilepsia fotosensible es un tipo de epilepsia refleja en la cual los ataques son originados por estímulos visuales que forman patrones en el tiempo y el espacio, tales como luces intermitentes, patrones regulares, o patrones móviles regulares.

## Incidencia
De entre todas las personas que han sido diagnosticadas con epilepsia, entre el tres al cinco por ciento se sabe que son del tipo fotosensibles (aproximadamente dos personas cada 10 000 en una población normal). A menudo las personas que tienen epilepsia fotosensible no poseen antecedentes de ataques de epilepsia más allá de aquellos originados por estímulos visuales. La enfermedad afecta en mayor proporción a las mujeres que a los varones, y existe una marcada correlación genética. Los síntomas por lo general aparecen por primera vez durante la niñez o la adolescencia, con un pico al comienzo de la pubertad, y en poca gente se manifiesta después de los 20 años.

## Síntomas
Las personas con epilepsia fotosensible desarrollan ataques de epilepsia tras ser expuestos a ciertos estímulos visuales. La naturaleza exacta de los estímulos o estímulo que origina el ataque varía en cada paciente, como también es variable la naturaleza y severidad del ataque (comprendiendo desde breves episodios hasta ataques generalizados). Numerosos pacientes de epilepsia fotosensistiva experimentan un “aura” o sensaciones extrañas antes de que ocurra el ataque, y esto puede servir a modo de alarma al paciente permitiéndole alejarse de los estímulos.
El estímulo visual que desencadena un ataque es generalmente cíclico, formando patrones regulares en el tiempo o en el espacio. Luces intermitentes o alternancia o cambio de imágenes (como en discotecas, vehículos de emergencia, películas de acción, programas de televisión o videojuegos, etc.) son ejemplos de los patrones más comunes que pueden disparar un ataque de epilepsia.

## Responsabilidades de la persona que tiene epilepsia
Los efectos de luces estroboscópicas quedaron en evidencia cuando las mismas se convirtieron en un elemento decorativo en las discotecas durante la década de 1960. Las autoridades de varios países regularon el rango de frecuencias autorizadas de luces parpadeantes en lugares de acceso público.
La epilepsia fotosensible volvió a cobrar interés público hacia finales de 1997 durante la emisión de un episodio de la serie de TV Pokémon llamado "Soldado Eléctrico Porygon" en Japón. El mismo mostraba una secuencia de luces parpadeantes rojo/azul que originó ataques de epilepsia simultáneos en aproximadamente 680 espectadores (casi todos niños) susceptibles, lo que ocasionó una tragedia comentada en los días posteriores por numerosos medios internacionales (aunque la histeria colectiva indujo a que más de 12.000 niños presentaran síndromes similares a la epilepsia).
En marzo de 1997, la serie de anime llamada YAT Anshin! Uchū Ryokō, en su episodio número 25: "Mi padre en una visión", produjo un incidente similar cuando niños fueron llevados a hospitales tras observar escenas con tonos de rojo y blanco que parpadeaban. Esta escena posteriormente fue censurada.
En 1997, varias revistas señalaron que en el juego Star Fox 64 de Nintendo, el personaje Gordon, jefe del área 6, con su rayo arcoíris, dejó a varios jugadores con epilepsia fotosensible.  [cita requerida]
También se puede mencionar el episodio de Las chicas súperpoderosas (o Súper Nenas) "See Me, Feel Me, Gnomey", en el cual aparecen imágenes parpadeantes rojas y blancas, justamente cuando el antagonista hace el conjuro para liberar a la ciudad del mal.[cita requerida]